# حديقة قلعة سيسينغهيرست
أنشأت حديقة قلعة سيسينغهيرست في ويلد كنت بإنجلترا الشاعرة والكاتبة فيتا ساكفيل ويست وزوجها الأديب والدبلوماسي هارولد نيكلسن. هي إحدى أشهر الحدائق في إنجلترا ومصنفة في الدرجة الأولى في سجل إنجلترا للمتنزهات والحدائق التاريخية. اشترتها ساكفيل ويست في 1930، وفي الأعوام الثلاثين التالية، حولت ونيكلسن، رفقة سلسلة من كبار البساتنة، العزبة ومبانيها من «فوضى أوساخ قذرة» إلى واحدة من أكثر حدائق العالم تأثيرًا. عقب وفاة ساكفيل ويست في 1962، مُنحت العزبة لمؤسسة التراث القومي. صُنفت في المرتبة الثانية والأربعين على قائمة المؤسسة لأكثر المواقع زيارة في موسم 2021- 2022، بأكثر من 150,000 زائر.
تضم الحدائق مجموعة نباتية تحظى باحترام دولي، ولا سيما تجميعة حديقة الورود القديمة. عدّت الكاتبة آن سكوت جيمس الورود في سيسينغهيرست «إحدى أجمل المجموعات في العالم». تحمل بعض النباتات المنتشرة في الحدائق أسماء تتعلق بأشخاص مرتبطين بسيسينغهيرست أو اسم الحديقة نفسها. يعتمد تصميم الحديقة على مسارات المشي المحورية التي تفتح على حدائق مغلقة تسمى «غرف الحديقة»، وهي أحد أقدم الأمثلة على أسلوب البستنة هذا. من بين «غرف الحدائق» الفردية، كانت الحديقة البيضاء مؤثرة على نحو خاص، ووصفها عالم البستنة توني لورد بأنها «الأكثر طموحًا... في زمانها، والأكثر إبهارًا من نوعها».
موقع سيسينغهيرست قديم وكان مأهولًا على الأقل منذ العصور الوسطى. بدأت الأبنية الموجودة اليوم بصفة منزل بناه السير جون بيكر في ثلاثينيات القرن السادس عشر. في 1554، تزوجت سيسيلي ابنة السير جون من توماس ساكفيل، إيرل دورست الأول، وهو أحد أسلاف فيتا ساكفيل ويست. بحلول القرن الثامن عشر، تضاءلت ثروات بيكر، وأُجر المنزل، الذي أُعيدت تسميته إلى قلعة سيسينغهيرست، للحكومة ليكون معسكرًا لأسرى الحرب في خلال حرب السنوات السبع. تسبب السجناء بأضرار جسيمة، وبحلول القرن التاسع عشر، هُدم جزء كبير من منزل السير ريتشارد. في منتصف القرن التاسع عشر، كانت الأبنية الباقية مستخدمة دار عمل، وبحلول القرن العشرين تراجعت مكانة سيسينغهيرست إلى مزرعة. في 1928، عُرضت القلعة للبيع لكنها لم تُبَع لسنتين.
وُلدت ساكفيل ويست في 1892 بنول، منزل أجداد آل ساكفيل. لكن بسبب جنسها، ورثت ساكفيل ويست نول عقب وفاة والدها في 1928. بدلًا من ذلك، ووفقًا للبكورية، ورث المنزل واللقب عمها، وكانت خسارة أثرت فيها جدًا. في 1930، بعد أن شعرت ونيكلسن بالقلق من أن منزلهما لونغ بارن مهدد بالتطوير، اشترت ساكفيل ويست قلعة سيسينغهيرست. عند شراء سيسينغهيرست، لم ترث ساكفيل ويست ونيكلسن إلا بضع شجرات بلوط وجوز، وسفرجلة، ووردة قديمة واحدة. زرعت ساكفيل ويست وردة نويزيت «مدام ألفريد كاريير» عند الواجهة الجنوبية للكوخ الجنوبي قبل توقيع صكوك الملكية. كان نيكلسن مسؤولًا إلى حد كبير عن تخطيط تصميم الحديقة، بينما تولت ساكفيل ويست الزراعة. في السنوات الثلاثين التالية، بينما تعمل مع كبار بستانييها، زرعت حوالي مئتي نوع من الورود وأعداد كبيرة من الزهور والشجيرات الأخرى. بعد عقود من إنشاء ساكفيل ويست ونيكلسن «حديقة حيث لم توجد حديقة من قبل»، ظل لسيسينغهيرست تأثير كبير على الفكر والممارسة البستنيين.

## تاريخها

### تاريخها المبكر
الموقع قديم، و«هيرست» لفظة ساكسونية تعني غابة مسورة. ذكر نايجل نيكلسن في دليله قلعة سيسينغهيرست: تاريخ مُصوّر أول المُلاك باسم دي ساكسينهريستس. اسم ستيفان دي ساكسينهيرست مذكور في ميثاق من عام 1180 متعلق بدير كومبويل القديم. في نهاية القرن الثالث عشر، انتقلت العزبة من خلال الزواج إلى آل بيرهام. اقترح نيكلسن أن آل بيرهام بنوا منزلًا محاطًا بخندق في الصخر، له منظر مشابه لإيغثام موت، الذي استبدل به لاحقًا قصر من الطوب. ألقت دراسات أحدث، بما فيها دراسات آدم ابن نيكلسن، بظلال من الشك على وجود قصر حجري سابق، ما يشير إلى أن المنزل المبني من الطوب، أو ربما بناء خشبي من وقت أسبق بعض الشيء يحتل ركن البستان القريب من الخندق، كان أول منزل في الموقع. ذاع عن إدوارد الأول أنه أقام في هذا المنزل في 1305.

### الصعود والهبوط والانهيار: نحو 1490- 1930
في 1490، باع آل دي بيرهام قصر سيسينغهيرست لتوماس بيكر من كرانبروك. كان آل بيكر منتجي ملابس، وفي القرن التالي، من خلال الزواج والوظائف في المحكمة والقانون، وسع أحفاد توماس ثروتهم وممتلكاتهم في كنت وساسكس كثيرًا. في ثلاثينيات القرن السادس عشر، بنى السير جون بيكر، وهو أحد أعضاء المجلس الخاص لهنري الثامن، مبنى حراسة جديد من الطوب، هو ويست رينج الحالي. في 1554، تزوجت سيسيلي ابنة السير جون من توماس ساكفيل، أيرل دورست الأول، ما أنشأ أول صلة بين عائلة ساكفيل والمنزل. أجرى السير جون ريتشارد توسيعًا هائلًا في ستينيات القرن السادس عشر. كان البرج جزءًا من هذا التوسيع، وشكل مدخلًا لمنزل كبير جدًا في الفناء، الذي لم يتبق منه إلا الكوخ الجنوبي وبعض الجدران. أحاط السير ريتشارد القصر بمتنزه غزلان مساحته 700 فدانًا (2.8 كم2) في أغسطس 1573 لتسلية الملكة إليزابيث الأولى في سيسينغهيرست.
بعد انهيار ثروات عائلة بيكر في أعقاب الحرب الأهلية (1642- 1651)، انخفضت أهمية المبنى. زار هوراس والبول في 1752: «البارحة، بعد عشرين حادث مؤسف، وصلنا إلى سيسينغهيرست للعشاء. وجدنا حديقة مدمرة ومنزلًا مدمرًا عشرة أضعاف». في خلال حرب السنوات السبع، صار معسكرًا لأسرى الحرب. كان المؤرخ إدوارد جيبون، الذي خدم آنذاك في ميليشيا هامبشاير، متمركزًا هناك وكتب: «قذارة الموسم والريف والمكان التي لا يمكن تصورها». أثناء استخدامها معسكرًا للسجناء الفرنسيين، اعتُمد اسم قلعة سيسينغهيرست، رغم أنها لم تكن قلعة قط، لكن ثمة جدل حول مدى كون المنزل قصرًا محصنًا. في 2018، اكتُشفت مجموعة مهمة من الجرافيتي التاريخي رسمها بعض من السجناء الثلاثة آلاف تحت جص من القرن العشرين. نحو عام 1800، اشترت عائلة مان العزبة، وهُدم الجزء الأكبر من منزل السير ريتشارد الإليزابيثي، وأُعيد استخدام الحجر والطوب في المباني في جميع أنحاء المنطقة. صارت القلعة فيما بعد دار عمل لاتحاد كرانبورك، وبعد ذلك استضافت عمال المزارع. في 1928، عُرضت القلعة للبيع بسعر 12.000 جنيه استريني، لكن لم يشترها أحد لعامين.